# Abraxas breueri
Abraxas breueri là một loài bướm đêm thuộc họ Geometridae. Nó được Stüning và Hausmann miêu tả năm 2002. Nó được tìm thấy ở Mindanao ở Philippines.
Sải cánh dài 33–40 mm.